# Stone Age (juego de mesa)
Stone Age es un juego de mesa de estilo alemán, diseñado por Bernd Brunnhofer, 
y publicado en 2008 por Hans im Glück en alemán y Rio Grande Games en inglés. En 2008 fue propuesto para el premio Spiel des Jahres, y obtuvo el segundo lugar en 
el premio Deutscher Spiele Preis.
Ambientado en la Edad de Piedra, en el juego cada jugador gestiona un asentamiento humano, y todos ellos compiten por la obtención de los recursos de la zona. El mecanismo de juego se fundamenta en la colocación de trabajadores.

## Desarrollo del juego
El objetivo del juego es obtener el mayor número de puntos. Se otorgan puntos a lo largo del juego y se otorgan puntos al final del juego.
El juego se desarrolla mediante la iteración de tres turnos o fases:
1. Colocar trabajadores.
2. Obtener resultado de los trabajadores.
3. Alimentar al asentamiento.

Durante la fase de colocación de trabajadores, los jugadores colocan por turnos a sus trabajadores en las diferentes zonas del tablero, ya sea en la granja, el taller, la cabaña principal, 
la zona de caza, las cuatro zonas de recursos (madera, ladrillos, piedra y oro), en una tarjeta de edificio o sobre una tarjeta de civilización.
Durante la fase de obtención de resultados los jugadores van pagando los costes y obteniendo los beneficios de cada trabajador colocado en el tablero (en la granja se incrementa el contador de alimentos,
en el taller se obtienen herramientas, en la cabaña principal se obtiene un nuevo trabajador, en la zona de caza se obtiene comida, en las de recursos se obtienen dichos recursos, y sobre las tarjetas
se obtienen dichas tarjetas, previo pago de un coste).
Durante la fase de alimentación del asentamiento los jugadores deben gastar tantos alimentos como trabajadores tengan en su asentamiento.
Las tarjetas de edificios y civilización otorgan puntos en el momento de su obtención y también al término del juego.

## Enlaces
- Stone Age en Board Game Geek (en inglés)
- Stone Age en Mesa de Juegos

- Datos: Q1518661
- Multimedia: Stone Age (board game) / Q1518661